# Wolaba mood
'Walaba Mood es el nombre del primer álbum de estudio en solitario del cantante de reggae Pipo Ti. El álbum fue lanzado bajo el sello de Mastered Trax Latino.

## Lista de canciones
| N.º | Título                                    | Duración |  |
| 1.  | «No Más Pain»                             | 4:10     |  |
| 2.  | «Nadie Más Que Tú»                        | 3:40     |  |
| 3.  | «Just Remember»                           | 4:11     |  |
| 4.  | «Con Una Sonrisa» (feat. Alerta Kamarada) | 3:18     |  |
| 5.  | «Madnes»                                  | 4:16     |  |
| 6.  | «King of Kings»                           | 5:09     |  |
| 7.  | «Lejos de Mi Tierra»                      | 3:31     |  |
| 8.  | «Sin Solución»                            | 3:01     |  |
| 9.  | «Ese Man Esta Solo»                       | 2:56     |  |
| 10. | «Volví A Nacer» (feat. Toledo)            | 5:08     |  |